# 몬트리올 예수
몬트리올 예수(Jesus De Montreal, Jesus Of Montreal)는 프랑스에서 제작된 데니 아르캉 감독의 1989년 드라마 영화이다. 로데어 블루토 등이 주연으로 출연하였고 로저 프라피에 등이 제작에 참여하였다.

## 출연

### 주연
- 로데어 블루토
- 캐서린 윌케닝
- 조한느 마리 트렘블레이
- 레미 지라르드
- 로버트 르페이지
- 질스 펠레티어
- 이브 자크

### 조연
- 장 마리 브누아

## 제작진
- 미술: 프랑수아 세귄